# ツノサケビドリ
ツノサケビドリ（角叫鳥、学名 Anhima cornuta）は、カモ目サケビドリ科に分類される鳥類の1種である。本種1種でツノサケビドリ属を形成する。
和名で ツノ・サケビドリ（角・叫鳥）、同意味の英語の通称で horned・screamer と呼ばれる。学名の anhima はトゥピ語族で黒い鳥、cornuta はラテン語で角があることの意であり、旧属名 Palamedea はギリシア神話にパラメーデースが飛ぶ鶴の形に基づいて、いくつかのギリシア文字を形成したの由来。

## 分布
南アメリカ北部から中部（コロンビア、ベネズエラからボリビア南東部、ブラジル南部まで）に分布する。

## 形態
全長80–94センチメートル。重約3000–3150グラム。額に15cm程の角状の角質の突起がある（これが和名の由来である）。左右の翼角に長くて鋭い爪がある。上体は光沢のある黒色で、頭上と下頸に白色の斑がある。腹部は白色。虹彩は黄色からオレンジ。脚は灰色がかった茶色。雌雄同色である。

## 亜種
単型種である。

## 生態
湿地や水辺の草原、森林の中の湖沼の岸などに生息する。
食性は主に草食性で、水生植物のほか、特に雛が昆虫類も食べる。
湿地の地上に営巣し、3–5（2–7）個の卵を産む。抱卵日数は40-47日である。雌雄とも抱卵する。

### 音声データ
- ツノサケビドリの鳴き声。[ヘルプ/ファイル] : 再生時間: 00:01:24、ファイルサイズ: 1.28MB